# Gibeon
Gibeon (hebr. גבעון) – jedno z najstarszych miast Kanaanu, wielokrotnie wzmiankowane w Biblii. Gibeon identyfikowany jest ze współczesnym el-Dżib, zlokalizowanym 13 km na północny zachód od Jerozolimy.

## Źródła pisane
Według Księgi Jozuego (Joz 9,7) Gibeon był jednym z czterech miast Chiwwitów (Joz 10,2; 17), z którym Jozue zawarł przymierze (Joz 9,17–18) – mimo iż wcześniej skazał Gibeonitów na wieczną niewolę (Joz 9) – oraz gdzie zadał klęskę królowi Jerozolimy i jego koalicji (Joz 10). Zgodnie z 2 Księgą Samuela (2 Sm 2,12–17) w Chelkat-Chazurim nad stawem gibeońskim walczyli ludzie Abnera i Joaba. W 1 Księdze Kronik (1 Krn 14,16) znajduje się wzmianka o zwycięstwie Dawida na opanowanym przez Filistynów terenie od Gibeonu do Gezer. Salomon, jak informują 1 Księga Królewska (1 Krl 3,4–15) i 2 Księga Kronik (2 Krn 1,3–12), udał się na wyżynę w Gibeon, aby złożyć ofiarę i wyprosić u Boga mądrość. Jeszcze jedna bitwa nad stawem w Gibeonie miała miejsce pomiędzy Johananem, synem Kareacha, a Izmaelem, synem Netaniasza podczas wojny domowej, jak informuje Księga Jeremiasza (Jr 41,11–12).
Józef Flawiusz w swojej Wojnie żydowskiej (II, 516, 544) Gibeon nazywa Gabao. W tym mieście stacjonowało wojsko pod wodzą Cestiusza Gallusa w październiku 66 roku, udające się do Jerozolimy, położonej w odległości 50 stadiów. W Onomasticon (48, 9.11) Euzebiusza z Cezarei wspomniana jest wioska Gabaa, zlokalizowana ok. 6 km na zachód od Betel w pobliżu miejscowości Rama.

## Badania archeologiczne
Wykopaliska archeologiczne w el-Dżib, zlecone przez Muzeum Archeologii i Antropologii Uniwersytetu Pensylwanii prowadzone były przez Jamesa B. Pritcharda w latach 1957, 1959, 1960 i 1962. W ich trakcie ustalono, że najstarsze, nieliczne, ślady osadnictwa pochodzą z epoki brązu. Późniejsze znaleziska, datowane na epokę żelaza, w szczególności zabytki epigraficzne, posłużyły do identyfikacji el-Dżib ze starożytnym Gibeonen. Ponadto na terenie miasta odkryto pozostałości po dwóch murach z otoczaków, datowanych na X i VIII wiek p.n.e., kilka pozostałości po budynkach mieszkalnych, dwa prowadzące do dużego zbiornika wodnego tunele i zachowane piwnice na wino.
Zbiornik wodny w Gibeonie, używany do czasów współczesnych, datowany jest na X wiek p.n.e. Miał wymiary średnicy 11 m i głębokości 25 m, na dno prowadziło 79 spiralnych kamiennych schodów. Prawdopodobnie zbiornik przeznaczony był do gromadzenia wody zarówno deszczowej, jak i gruntowej ze źródła Gibeonu, znajdującego się we wnętrzu góry na głębokości 55 m. Woda źródlana dostawała się do basenu za pośrednictwem tunelu i mniejszego zbiornika wodnego w postaci zamykanej na ciężkie drzwi, położonej pod powierzchnią płynącej wody groty. Aby zapewnić miastu stały dostęp do wody w czasie wojny, zbudowano drugi tunel, który rozpoczynał się w obrębie murów Gibeonu. Różnica pomiędzy jego początkiem a końcem wynosi 18 m, dlatego wycięto w nim 93 schody.
Piwnice na wino odkryto dzięki znalezieniu imadeł dzbanów z pieczęciami. Dalsze badania ustaliły, że wino w Gibeonie wytwarzano w 11 zlewniach, opatrzonych w prasy winne i misę na spływający z winogron sok. Wino magazynowano w wykutych w skale cysternach o głębokości 2 m. Zlewano je przez otwory o średnicy 90 cm, które następnie szczelnie zamykano kamiennymi pokrywami. Szacuje się, że pojemność wszystkich zlewni w Gibeonie wynosiła 95 tys. litrów (pojemność jednej zlewni dochodziła do 5 tys. dzbanów).